# Shin’ichi Fukushima
Shin’ichi Fukushima (jap. 福島 晋一, Fukushima Shin’ichi; * 13. September 1971 in Suita) ist ein ehemaliger japanischer Radrennfahrer.
Shin’ichi Fukushima begann seine Karriere 2002 bei dem französischen Radsportteam Marlux-Ville de Charleroi. In seinem ersten Jahr gewann er eine Etappe bei der Tour of Japan. Ein Jahr später wechselte er zu der japanischen Mannschaft Bridgestone-Anchor, wo er auf Anhieb nationaler Straßenmeister wurde. 2004 gewann er die Gesamtwertung der Japan-Rundfahrt als bisher einziger Japaner (Stand 2016). Von 2006 bis 2009 fuhr er für das Cycle Racing Team Vang. 2006 wurde er unter anderem Sechster bei der Tour du Limousin und kurz darauf Dritter beim Châteauroux Classic de l’Indre. Nach 17 Jahren beendete Fukushima seine aktive Radsportlaufbahn im Jahr 2013.
Fukushima gilt als „japanische Radsportlegende“, unter anderem weil er sich aktiv dafür engagierte, weitere junge Radsportler aus seinem Heimatland zu unterstützen. So organisierte er 15 Jahre lang in der Vorsaison ein Trainingscamp in  Thailand, wo seine Frau herstammt. Auch sein Bruder Koji betätigte sich bis 2008 als Radrennfahrer.
2014 und 2015 arbeitete er als Sportlicher Leiter beim Team La Pomme Marseille 13.

## Erfolge
2002
- eine Etappe Tour of Japan

2003
- Japanischer Meister – Straßenrennen
- eine Etappe Tour de Hokkaidō

2004
- Tour of Japan
- eine Etappe Circuit des Ardennes

2005
- Tour of Siam und eine Etappe

2006
- eine Etappe Tour of Siam
- Vuelta Ciclista a León

2007
- eine Etappe Tour de Langkawi
- eine Etappe Tour of Korea

2008
- eine Etappe Tour of Japan

2010
- Japanischer Meister – Einzelzeitfahren
- Tour de Okinawa und eine Etappe

2011
- eine Etappe Tour de Taiwan
- Tour de Brunei
- zwei Etappen Tour d’Indonesia

2012
- zwei Etappen Jelajah Malaysia

## Teams
- 2002 Marlux-Ville de Charleroi
- 2003–2005 Bridgestone-Anchor
- 2006 Cycle Racing Team Vang
- 2007 Nippo-Meitan Hompo
- 2008 Meitan Hompo-GDR
- 2009 EQA-Meitan Hompo-Graphite Design
- 2010 Geumsan Ginseng Asia
- 2011–2012 Terengganu Cycling Team
- 2013 Team Nippo-De Rosa